# Белые росы
«Бе́лые ро́сы» — советский цветной художественный фильм, снятый на киностудии «Беларусьфильм» в 1983 году режиссёром Игорем Добролюбовым и вышедший в прокат в 1984 году. Фильм в трагикомичной форме показывает наступление урбанизации на традиционный уклад белорусской деревни, в которой живут главные герои. Собрал в прокате 36,1 миллиона зрителей, став самым кассовым фильмом в истории белорусского кинематографа (этот рекорд был побит лишь 6 лет спустя с выходом фильма «Меня зовут Арлекино»). Журнал «Советский экран» признал его лучшей комедией года.

## Сюжет
Белорусская деревня Белые Росы готовится к скорому сносу, а её обитатели — к переселению в типовые многоэтажные дома. Центральный конфликт — любовный треугольник, едва не разрушивший семью одного из родных братьев.
Уважаемый человек в деревне — 80-летний ветеран труда и трёх войн Фёдор (Федос) Филимонович Ходас (Всеволод Санаев) беспокоится о судьбе троих своих сыновей. Он давно овдовел, сыновья выросли. Старший, Андрей (Геннадий Гарбук) — человек основательный, но чрезмерно расчётливый. Средний, Сашка (Михаил Кокшенов), ведёт кочевую жизнь, уже 15 лет не был дома. Младший, Васька (Николай Караченцов) — балагур и весельчак.
Оригинальным режиссёрским ходом является передача событий, показываемых через сны героев.
Жители деревни получают ордера на квартиры в многоэтажке в городе, который постепенно поглощает деревню. Это вынуждает Федоса и его соседей начать жить городской жизнью, отличной от их привычного уклада.
Васька возвращается в Белые Росы через 3 дня отлучки в город, куда был приглашён к другу гармонистом на его третью свадьбу и узнаёт от Андрея, что в это время к его жене Марусе (Галина Польских) приходил вернувшийся в деревню её бывший ухажёр Мишка Кисель (Станислав Садальский).
Заглянув ненадолго домой, повидав любимую дочку Галюню и поговорив с женой, Васька идёт к отцу. Федос так и не одобрил этот брак, но Васька любит свою дочь и не рад решению супруги развестись. Васька не может поговорить по душам с женой, повлиять на неё.
В это время Мишка с Марусей выясняют отношения. В своё время Мишка уехал из Белых Рос — добывать золото. Сейчас, вернувшись и узнав, что Маруся замужем за Васькой, которому он завидует, снова собирается уехать на золотодобычу. Там холод, тяжёлый труд, у Мишки нет жилищных условий, чтобы забрать Марусю с собой, но там есть золото. Маруся выплёскивает на Мишку обиду за то, что он оставил её беременной, пропал и не писал. Мишка же обижен, что Маруся не дождалась его. Маруся, которая родила дочь, убедив всех, что та родилась семимесячной, разрывается между чувствами — обязанности по отношению к Ваське, который скрыл её позор и любит девочку, и чувством по отношению к Мишке. Наконец, она говорит ему о том, что дочь от него. Мишка продолжает убеждать Марусю, что по-прежнему её любит.
В связи со скорым получением ордеров на квартиры у отца собирается семейный совет, на котором, кроме Федоса и Васьки, присутствуют Андрей с женой, которые пытаются в сложившейся ситуации получить для себя больше выгоды — если отца больше беспокоит район нового жилья, чтобы недалеко было ездить на могилу жены, то супругу Андрея больше интересует, как выгоднее избавиться от коровы, а Андрей уже договорился приспособить свой дом под дачу и готов продать дом отца своему шефу, под снос. Во время перепалки между Андреем и Васькой, которому неприятно поведение брата, выясняется истинная цель визита Андрея — они должны получить двухкомнатную квартиру, а Федос — однокомнатную; Андрей вхож в горисполком и пытается уговорить отца переехать к ним — таким образом, они получат трёхкомнатную. Федос не согласен, он не хочет толкать Андрея на грех, заставляя того дожидаться своей смерти. Ещё Федос ждёт Сашку, которого, как он правильно чувствует, Андрей не захочет брать к себе в дом. Известие о том, что Васька собирается разводиться и оставить дом дочке, вкупе с напоминанием о бездетности жены Андрея, окончательно ссорит того с братом и отцом.
Сосед Тимофей берётся вылечить обострившийся у Федоса радикулит разогретым в отваре трав кирпичом. Лечение поставило Федоса на ноги, но не помогло в целом, поэтому за дело взялся Васька. Во время ловли пчёл ему встретился Мишка, с которым произошла перепалка и в запале Кисель сказал, что Галюня — его дочь. За это Васька посадил Мишке на лицо пчелу, а Мишка Ваське — синяк. Вернувшись домой, Васька первым делом ищет в зеркале сходство дочки с собой для опровержения слов Мишки.
Роль переговорщика в отношениях младшего сына берёт на себя отец. Он встречается с Мишкой, выясняет его отношение к Марусе и дочке и принимает решение о том, что Васька со следующего дня перейдёт к Федосу, а Мишка через пару дней переедет к Марусе, на которой женится. Ещё одно условие Федоса — его внучка ничего не должна знать о Мишке как об отце. После этого старик доводит решение до сына. Неожиданно для всех в дом Мишки приходит Галюня и разговаривает с его матерью, предложив свою куклу, чтобы «ваш Мишка моего папку не забивал», после чего Киселиха укоряет сына за связь с Марусей.
Васька так и не может поговорить с Марусей и согласен с утра идти разводиться. Для того, чтобы ускорить развод и придать убедительности в суде, Васька согласен пойти на ложь — просит Марусю сказать, что он пьёт, дома не бывает и не смотрит за дочкой. Для большей убедительности он, оставив Марусю дожидаться его в суде, идёт в магазин выпить, но, возвращаясь, перехватывает мчащуюся к перекрёстку детскую коляску. Коляска падает, вместо ребёнка из неё высыпаются пустые бутылки, а человек, который вёз их сдавать, начинает скандалить. Васька швыряет в обидчика бутылку, но попадает в стекло проезжающей мимо машины. В народном суде Васька получает 15 суток ареста.
Ночью, не прощаясь с Марусей, Мишка насовсем уходит из Белых Рос. С известием об этом Андрей приходит к Ваське, который в это время красит общественный забор. Под предлогом выпить пива из бочки Васька уговаривает Андрея на полчаса поменяться с ним местами и мчится домой повидаться с дочкой.
Федосу тяжело даётся переезд в квартиру — надо оставить дом, определить имущество, продать корову. Расстроенный, он возвращается домой, где его встречает сосед Тимофей и предлагает выпить настойку для натирки спины. Для проверки, не ядовита ли выпивка, сосед смачивает кусок хлеба и кидает дворовому псу Валету. Старики пьют, разговаривают о новой жизни в городе, в это время приходит тёща Тимофея с известием, что Валет издох. Старики наперегонки бегут в город, где их на машине «Скорой помощи» доставляют в больницу промывать желудки. Вернувшись, они встречают живого Валета, которого просто разморило от алкоголя и который уснул во дворе.
Васька, пообщавшись с переехавшей в квартиру семьёй, возвращается на общественные работы, где обнаруживает, что Андрея уже увели. Ночь, проведённая в камере, и увиденный сон меняют мировосприятие Андрея — он готов бросить жену и предлагает Ваське пойти выпить с ним.
Из милиции Васька вернулся в свой старый дом, принципиально не захотев идти ни в квартиру к жене (пока она сама его не позовёт), ни в дом отца.
Возвращается домой Сашка, отец обязывает его жениться. Сын соглашается и просит подобрать невесту. Федос ждал такого поворота и продолжает развивать свой план — квартиру этажом выше получила почтальон Верка (Наталья Хорохорина), одноклассница Сашки. Сперва сватовство пошло не очень удачно: они даже довели Верку до слёз, был небольшой скандал. Но вскоре им удаётся договориться.
После свадьбы Маруся подходит к Ваське и просит его вернуться. Васька соглашается и просит подготовить спальное место для отца, которому негде ночевать.
После Сашкиной свадьбы, на рассвете нового дня, старый Федос благодарит солнце за свою жизнь и просит света и тепла для детей.

## В главных ролях
- Всеволод Санаев — Фёдор (Федос) Филимонович Ходас
- Николай Караченцов — Васька Ходас, младший сын
- Михаил Кокшенов — Сашка Ходас, средний сын
- Геннадий Гарбук — Андрей Ходас, старший сын
- Борис Новиков — Тимофей, друг и сосед Федоса

В ролях
- Галина Польских — Маруся, жена Васьки
- Наталья Хорохорина — Верка, почтальон, одноклассница и невеста (в конце фильма — жена) Сашки
- Станислав Садальский — Мишка Кисель
- Стефания Станюта — бабка Марья («Киселиха»), мать Мишки Киселя
- Ирина Егорова — Ирина («Кобра»), жена Андрея
- Александра Зимина — Марья, тёща Тимофея
- Галина Макарова — Матруна, мать Верки
- Александр Беспалый — Мишка, друг Сашки
- Юрий Кухарёнок — Скворцов, милиционер
- Юля Космачёва — Галюня, дочь Васьки

## Съёмочная группа
- Автор сценария — Алексей Дударев
- Постановка — Игорь Добролюбов
- Оператор-постановщик — Григорий Масальский
- Художник-постановщик — Евгений Ганкин
- Композитор — Ян Френкель
- Стихи — Михаил Танич
- Звукооператор — Василий Дёмкин
- Режиссёр — О. Бирюков
- Операторы — В. Костарев, В. Логвинович

## Музыка и песни
- «Страдания» («Обломал немало веток, наломал немало дров»), песню композитора Яна Френкеля на стихи поэта Михаила Танича, в фильме исполняет Николай Караченцов. Песня становится настолько популярной, что в следующем году ВИА «Верасы» выступает с песней «Страдания» на фестивале «Песня года — 84». Николай Караченцов записывает студийную версию песни на пластинке 1986 года и исполняет на своих концертах. Также песню исполняли Андрей Миронов, Дмитрий Колдун, Band Odessa и сам композитор Ян Френкель на концертах.

## Фестивали и награды
- 1984 — 17 Всесоюзный кинофестиваль (Киев): в программе художественных фильмов специальный приз и диплом — фильму «Белые росы»[3].
- 1984 — Премия за лучшую мужскую роль (Всеволод Санаев) на Всесоюзном кинофестивале[4].
- В 1984 году сценарист Дударев получил премию Ленинского комсомола[5].

## Кинокритики о фильме
- Советский журнал «Спутник кинозрителя» в 1984 году отозвался о фильме так[6]:

Название настраивает на поэтический лад. Воображение подсказывает милый сердцу сюжет о первой любви, о робких свиданиях, о радостях и разлуках. И правда, в фильме режиссёра Игоря Добролюбова есть поэзия. Она ощущается даже в бытовых комических ситуациях, которых в картине немало. Больше того, пожалуй, поэтическая интонация, лирическое отношение авторов к своим героям объединяют воедино разножанровые уровни фильма.
Под самый финал, открывается ещё один пласт фильма, лёгким пунктиром намеченный в первоначальных сценах. Назвать этот пласт философским было бы натяжкой — поэтика «Белых Рос» чужда каким бы то ни было абстракциям, она тяготеет к бытовой народной комедии. Так вот, в последних кадрах вереницу эпизодов «полусмешных, полупечальных, простонародных, идеальных» осеняет мудрость деда Федоса. Допоздна засидевшись на лавочке, он рассказывает своим молодым землякам, почему их родная деревня называется Белые Росы. Неожиданный экскурс в историю выводит картину на другой, совсем не комедийный уровень размышлений о жизни. Мерцает мысль о связи времён и поколений, о незримых нитях, крепко связывающих всех белоросов…

## Рецензии
- Юренев Р. — И смешно, и серьезно (Худож. фильм «Белые Росы») // Правда, 23 апреля 1984
- Симанович Г. — Старик и солнце (Худож. фильм «Белые Росы») // Литературная газета, 25 апреля 1984. — с. 8.
- Пятковский С. — Уходя оставаться (Худож. фильм «Белые Росы») // Советская Белоруссия, 28 апреля 1984
- Кваснецкая М. Было у отца три сына : О героях фильма «Белые росы» : [арх. 17 июня 2024] // Советская культура. — 1984. — № 4 (5792) (10 января). — С. 5.

## Места съёмок
Фильм снимался в 1983 году в Гродно и его окрестностях. Планы районов девятиэтажной панельной застройки — на улице Дзержинского, проспекте Строителей, в микрорайоне Переселка. Частные дома, где жили герои фильма, находились в пригородной деревне Девятовка. Эта деревня, расположенная всего в 4 остановках троллейбуса от центра города, планировалась к сносу ещё с 1979 года, по этой причине жителям не разрешали проводить газ, водопровод и канализацию. В массовых сценах снимались жители Девятовки, им платили по 5 рублей за день.
Съёмки внутри сельских домов не велись — эти сюжеты снимались в павильоне на киностудии. Первые 8 домов деревни были снесены в 1980-е годы. В 2008 году деревня Девятовка вошла в состав Гродно, в 2013 году снесена ещё часть домов в связи с прокладкой новой многополосной дороги, а их жители — переселены в городские кварталы, в 2017 году частный сектор Девятовки был полностью снесён для строительства многоэтажек и торгового центра. Последним был снесён дом семьи Еремичей — его житель, внук бывшего хозяина, родившийся в 1984 году, повторил судьбу героя фильма, получив двухкомнатную квартиру. На месте, где снималась сцена деревенской свадьбы, теперь стоит 14-этажный жилой дом. По состоянию на 2018 год, на месте бывшей деревни запланировано строительство трёх 16-этажных высоток и ещё трёх многоподъездных домов. На данный момент выстроен многоподъездный многоэтажный дом с магазинами и бутиками на первых этажах, автостоянка и два 19-этажных дома с торговым центром, рядом с ними достраивается православная церковь.

## Факты
- Сценарий Алексея Дударева назывался «Деревня» и был им написан в 30-летнем возрасте для конкурса, который проводила киностудия «Беларусьфильм», проект победителя сразу шёл в кинопроизводство. Писал он его по ночам, пока не валился от усталости, после спектаклей и репетиций, поскольку работал в это время актёром Белорусского ТЮЗа. По замыслу автора, все три брата были близнецами. Найти на роли троих талантливых исполнителей с одинаковой внешностью не удалось — режиссёр даже ездил на подбор в Ленинград, где находился Всесоюзный клуб близнецов. В результате от этой идеи пришлось отказаться.
- На роль Федоса Ходаса пробовались Лев Дуров, Юрий Никулин и Павел Кормунин. Тем не менее сложившиеся по другим фильмам их комедийные типажи не подошли: нужен был серьёзный актёр, который бы контрастировал с образом Бориса Новикова. Идеально подошёл Санаев, он сыграл монументального, сдержанного старца. По мнению сценариста, на эту роль подходил также Иван Лапиков.
- На роль младшего сына Василия пробовались Евгений Стеблов, Валерий Золотухин, Михаил Кононов, Александр Михайлов, Владлен Бирюков и Анатолий Терпицкий.
- На роль старшего брата Андрея также пробовались Михаил Кононов и Александр Денисов.
- На роль почтальонши Веры пробовалась Наталья Андрейченко.
- На роль Мишки Киселя пробовался Георгий Бурков. Согласно сценарию, Мишка отсидел 5 лет за убийство, однако этот факт биографии героя было решено исключить из фильма.
- Аиста привозили из Гродненского зоопарка — в штат съёмочной группы был включён местный орнитолог[11][12][13][14][15][16].
- Ирина Егорова в 2018 году рассказала, что первоначально её брали на роль почтальонши Веры, однако позднее режиссёр предложил ей сыграть жену старшего брата Андрея. Во время съёмок Караченцов в шутку назвал героиню Егоровой «коброй», это было подхвачено режиссёром, и в результате сцена, не присутствующая в сценарии («Кобра твоя ещё на курорте греется?»), вошла в фильм[17].
- Сценарист Алексей Дударев в 2018 году рассказал[5], что Николай Караченцов боялся высоты и его еле уговорили сняться в сцене с гнездом аиста, а Борис Новиков свою сцену в финале фильма придумал сам — её в сценарии не было.

## Сцены, вырезанные из фильма
В 2010 году второй режиссёр съемочной группы Олег Бирюков рассказал о сценах, вырезанных из готового фильма:
- Намного подробней была в фильме линия Сашки, возвращающегося из мест, где он «зашибал деньгу». К примеру, после сцены землетрясения и погребения под развалинами домика должен был последовать эпизод с увольнением. «Прошу уволить меня с острова по состоянию здоровья. Не могу. Ходас» — такое заявление Сашка подал директору рыбкомбината. И тот пригрозил ему: «Вернёшься — только грузчиком возьму». В роли директора снялся сценарист фильма Алексей Дударев.
- Сцена в аэропорту. Рейс задерживался, и Сашка обратил внимание на коренастого сибиряка, перекусывавшего бутербродом с бутылкой водки. Когда его хотели забрать милиционеры, в бутылке оказалась простая колодезная вода. «Ну а зачем же ты возишь её с собой? Вон ведь вода», — указали ему мраморный фонтанчик неподалёку. «Она с железом. Не хочу, чтобы у меня внутри железо было», — аргументировал сибиряк.
- Гэги соседей-сельчан Кулаги и Струка. В одном из эпизодов они должны были поссориться из-за петуха Струка и бросаться друг в друга яйцами: «Его только на страусов напускать, ёлки-моталки! — кричал Кулага. — Куры как куры были, весь год яйца не переводились, завёл этого хахеля — в день и то с горошину… И хоть бы утомлялся, зараза! С одной на другую перелетает… Своих, гад, не трогает».
- Эпизод приезда Сашки в отселённую уже деревню. Повсюду виднелись полуразобранные хаты, валялись изогнутые велосипеды, дырявые корыта, рваные сапоги. У колодца он внезапно столкнулся с Васькой. «Где батька?» — спросил после первых бурных приветствий Сашка. А Васька ему: «На кладбище». — «Когда?» — у Сашки потемнело в глазах. «Да ты что? Это он пошёл место себе вышибать! На будущее! По блату хочет похорониться!». И тогда они вместе сели в пыли на дорогу и захохотали.
- Сокращена проходившая через весь фильм тема разговоров старого Ходаса с солнцем. Например, монолог: «Притомилось, бедняга, — шептал он ему. — Я думаю: день велик. Отдыхай уж… Хотя где там? Земля, как куриное яйцо. Американцев, значит, греть пойдёшь? Давай, давай… И им надо. И там, наверное, есть люди, которые ждут тебя и любят».
- Федос Ходас в финале фильма умирал. Он взял в руки Васькину гармонь и на восходе солнца, перебирая клавиши, затих, наблюдая за колонной бульдозеров и тракторов, идущих сносить деревню.

## Памятник
В мае 2018 года на месте съёмок фильма в Гродно на территории бывшей деревни Девятовка были установлены деревянные скульптуры героев фильма — копии Федоса Ходаса, его соседа Тимофея и собаки по кличке Валет.